# Onyx de Denver
Actualités
L'Onyx de Denver (officiellement en anglais : Denver Onyx) est une franchise féminine de rugby à XV basée dans la zone métropolitaine Denver-Aurora. L'équipe dispute la Women's Elite Rugby, championnat professionnel des États-Unis.

## Historique
En 2022, la Premier League entame la campagne « Ignite the change » visant à professionnaliser le rugby féminin aux États-Unis. À la mi-2023, un conseil de direction était mis en place avec l'objectif de créer une ligue privée professionnelle, et profiter de l'essor des sports féminins ainsi que de la médiatisation à venir de la Coupe du monde 2033. La Women's Elite Rugby est lancée et annonce en 2024 que la zone métropolitaine Denver-Aurora fait partie des six métropoles choisies pour accueillir les premières franchises de la nouvelle ligue. Un choix logique dans la mesure où la ville héberge une équipe de Premier League, à savoir les Colorado Grey Wolves, championnes nationales en titre. Au mois d'octobre, la ligue révèle le nom de l'entraineuse : il s'agit de l'internationale Sarah Chobot, membre de l'encadrement des Eagles, qui a également dirigé les American Raptors dans le Súper Rugby Américas.
En janvier 2025, le nom et l'identité visuelle de l'équipe sont révélés : il s'agira du Denver Onyx en référence au minerai extrait du sous-sol du Colorado. En février, l'Onyx révèle son Foundational Five, les cinq premières joueuses mises sous contrat. Il s'agit d'Erica Coulibaly, Rachel Ehrecke, McKenzie Hawkins, Maya Learned et Tahna Wilfley. L'effectif complet (trente joueuses) est dévoilé deux semaines plus tard. On y trouve notamment l'internationale Carly Waters. L'équipe jouera ses matchs à l'Infinity Park de Glendale, un stade destiné au rugby qui accueille régulièrement les rencontres internationales des Eagles.